# 駐日コソボ大使館

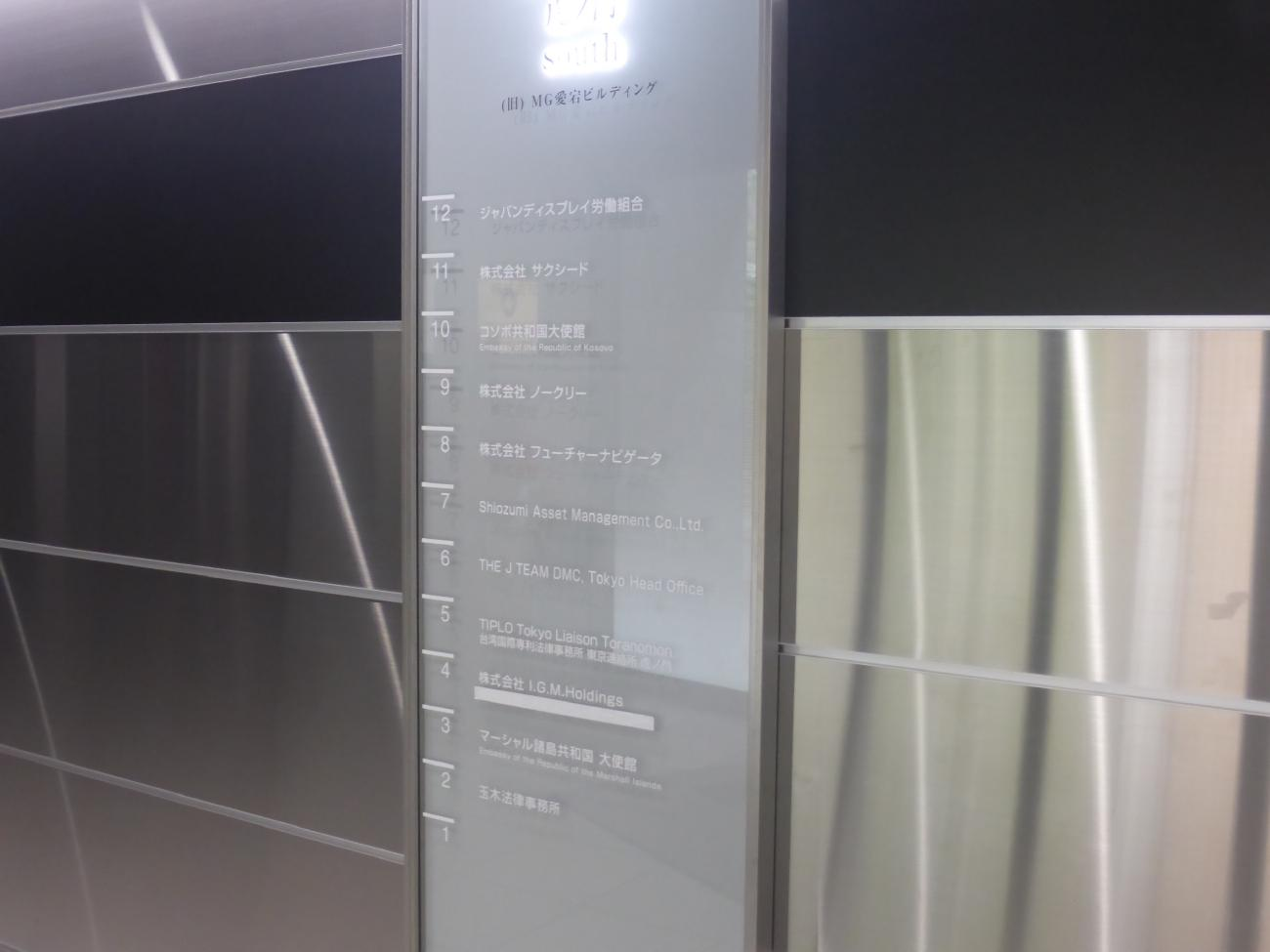
マーシャル諸島大使館は3F、コソボ大使館は10Fに入居（2020年）

駐日コソボ大使館（アルバニア語: Ambasada e Kosovës në Japoni、セルビア語: Амбасада Косова у Јапану、英語: Embassy of Kosovo in Japan）は、コソボが日本の首都東京に設置している大使館である。在東京コソボ大使館（アルバニア語: Ambasada e Kosovës në Tokio、セルビア語: Амбасада Косова у Токију、英語: Embassy of Kosovo in Tokyo）とも。

## 沿革
2008年2月17日、国際連合コソボ暫定行政ミッションの統治するコソボ・メトヒヤ自治州がセルビアからの離脱と独立を宣言。
それまでコソボを領有していたセルビアに加えて、中国やロシア、スペイン、ルーマニアなどがコソボの独立に反対したが、2008年3月18日、日本は諸外国の反対を押し切ってコソボの独立を承認する。
2009年2月25日、日本とコソボの間で外交関係が樹立された。
2010年3月23日、初代駐日大使サミ・ウケリが大使館開設に先立って皇居で信任状を捧呈し、2010年7月に駐日コソボ大使館が開設される。

## 所在地
| 日本語 | 〒105-0003 東京都港区西新橋3-13-7 VORT虎ノ門サウスビル10階                       |
| 英語   | Vort Toranomon South Bldg. 10F, Nishi-Shimbashi 6-4-8, Minato-ku, Tokyo 105-0003 |

## 大使
2022年3月7日より、サブリ・キチマリが特命全権大使を務めている。